# Lomariopsis palustris
Lomariopsis palustris là một loài thực vật có mạch trong họ Lomariopsidaceae. Loài này được Mett. mô tả khoa học đầu tiên.